# Итамбе-ду-Мату-Дентру
Итамбе-ду-Мату-Дентру (порт. Itambé do Mato Dentro) — муниципалитет в Бразилии, входит в штат Минас-Жерайс. Составная часть мезорегиона Агломерация Белу-Оризонти. Входит в экономико-статистический микрорегион Итабира. Население составляет 2454 человека на 2006 год. Занимает площадь 381,066 км². Плотность населения — 6,4 чел./км².

## История
Город основан 30 декабря 1962 года.

## Статистика
- Валовой внутренний продукт на 2003 год составляет 6 446 667,00 реалов (данные: Бразильский институт географии и статистики).
- Валовой внутренний продукт на душу населения на 2003 год составляет 2565,33 реалов (данные: Бразильский институт географии и статистики).
- Индекс развития человеческого потенциала на 2000 год составляет 0,674 (данные: Программа развития ООН).